# باتريك ووكر
باتريك ووكر (بالإنجليزية: Pat Walker)‏ (20 ديسمبر 1959 جمهورية أيرلندا - ) هو لاعب كرة قدم أيرلندي.

## روابط خارجية
- باتريك ووكر على موقع عالم كرة القدم.نت (الإنجليزية)